# Rychnov na Moravě
Rychnov na Moravě (německy Reichenau) je obec v okrese Svitavy v Pardubickém kraji. Žije zde 605 obyvatel. Celá zástavba obce, jakož i téměř celé její katastrální území leží na Moravě, ale okrajové části několika parcel při severní hranici původně náležely ke katastru sousední obce Žichlínku a tak v současnosti obec přesahuje i do Čech.

## Název

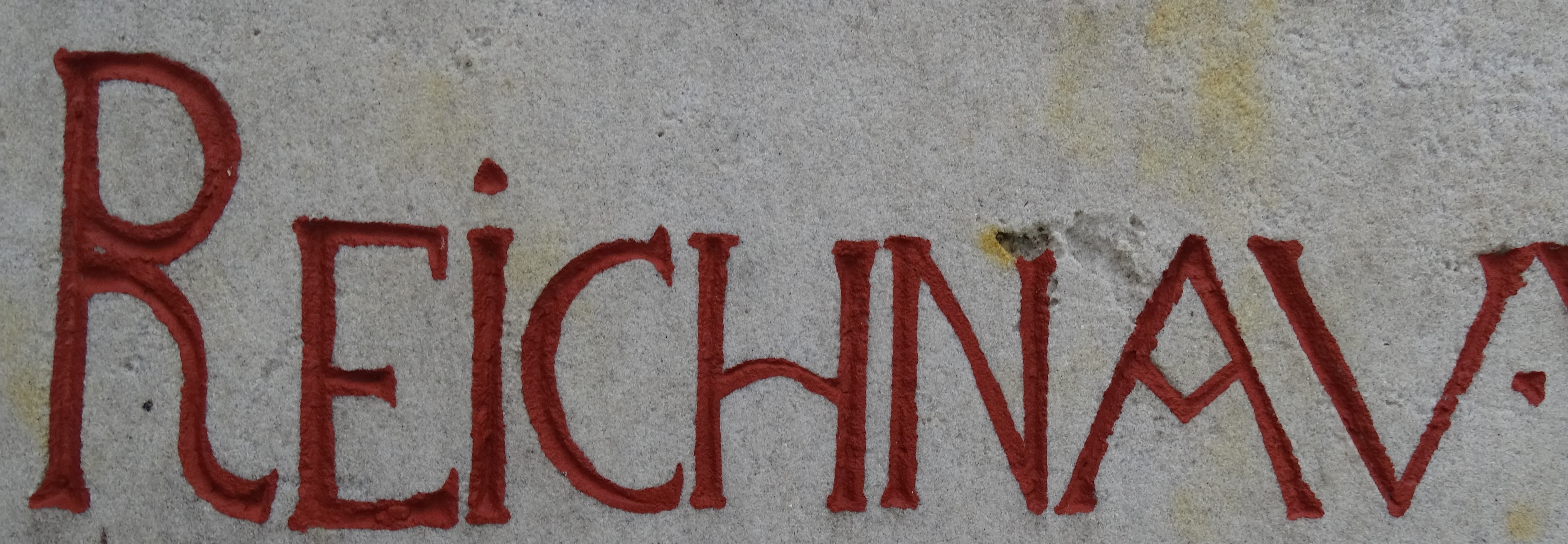
Název obce z roku 1775

Nejstarší doložená podoba jména zní Raychnau, ta se vyvinula z německého spojení ze der richen ouwe - "na bohaté (úrodné) louce". České jméno vzniklo hláskovou úpravou německého. Přívlastek na Moravě byl připojen od 1. října 1993.

## Historie
První písemná zmínka o obci pochází z roku 1365 (in villa Raychnau).

## Obyvatelstvo
| Rok            | 1869  | 1880  | 1890  | 1900  | 1910  | 1921  | 1930  | 1950 | 1961 | 1970 | 1980 | 1991 | 2001 | 2011 | 2021 |
| -------------- | ----- | ----- | ----- | ----- | ----- | ----- | ----- | ---- | ---- | ---- | ---- | ---- | ---- | ---- | ---- |
| Počet obyvatel | 1 645 | 1 754 | 1 712 | 1 582 | 1 457 | 1 446 | 1 402 | 785  | 852  | 762  | 736  | 601  | 595  | 567  | 600  |
| Počet domů     | 266   | 274   | 274   | 263   | 266   | 263   | 270   | 185  | 168  | 168  | 171  | 178  | 199  | 211  | 204  |

## Obecní správa

### Obecní symboly
Znak a vlajka byly obci uděleny rozhodnutím předsedkyně Poslanecké sněmovny Parlamentu České republiky dne 12. dubna 2013.

## Pamětihodnosti a přírodní zajímavosti
- Rychnov na Moravě kostelKostel svatého Mikuláše

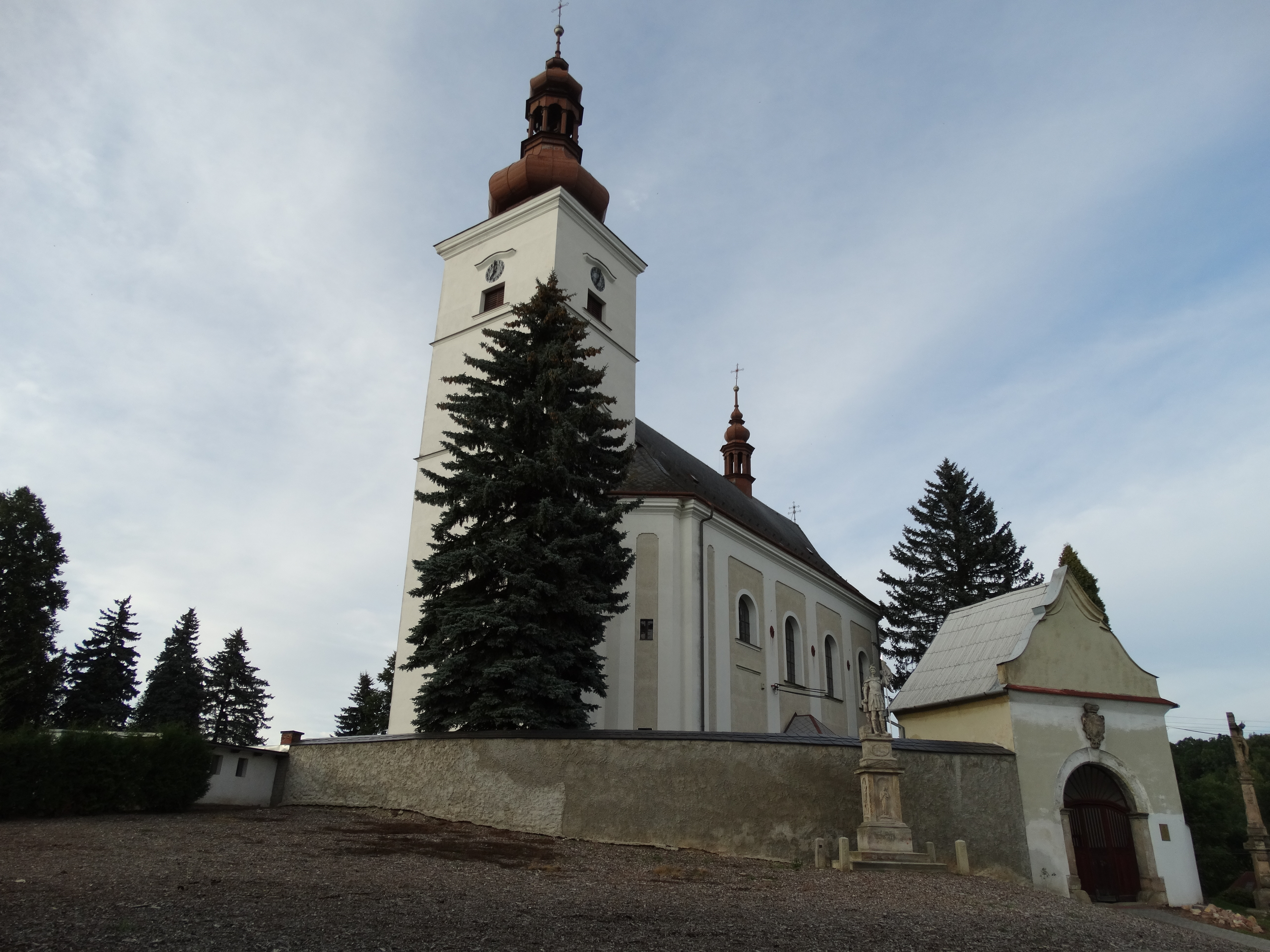
Rychnov na Moravě kostel

- Krucifixy před kostelem, na hřbitově a u silnice

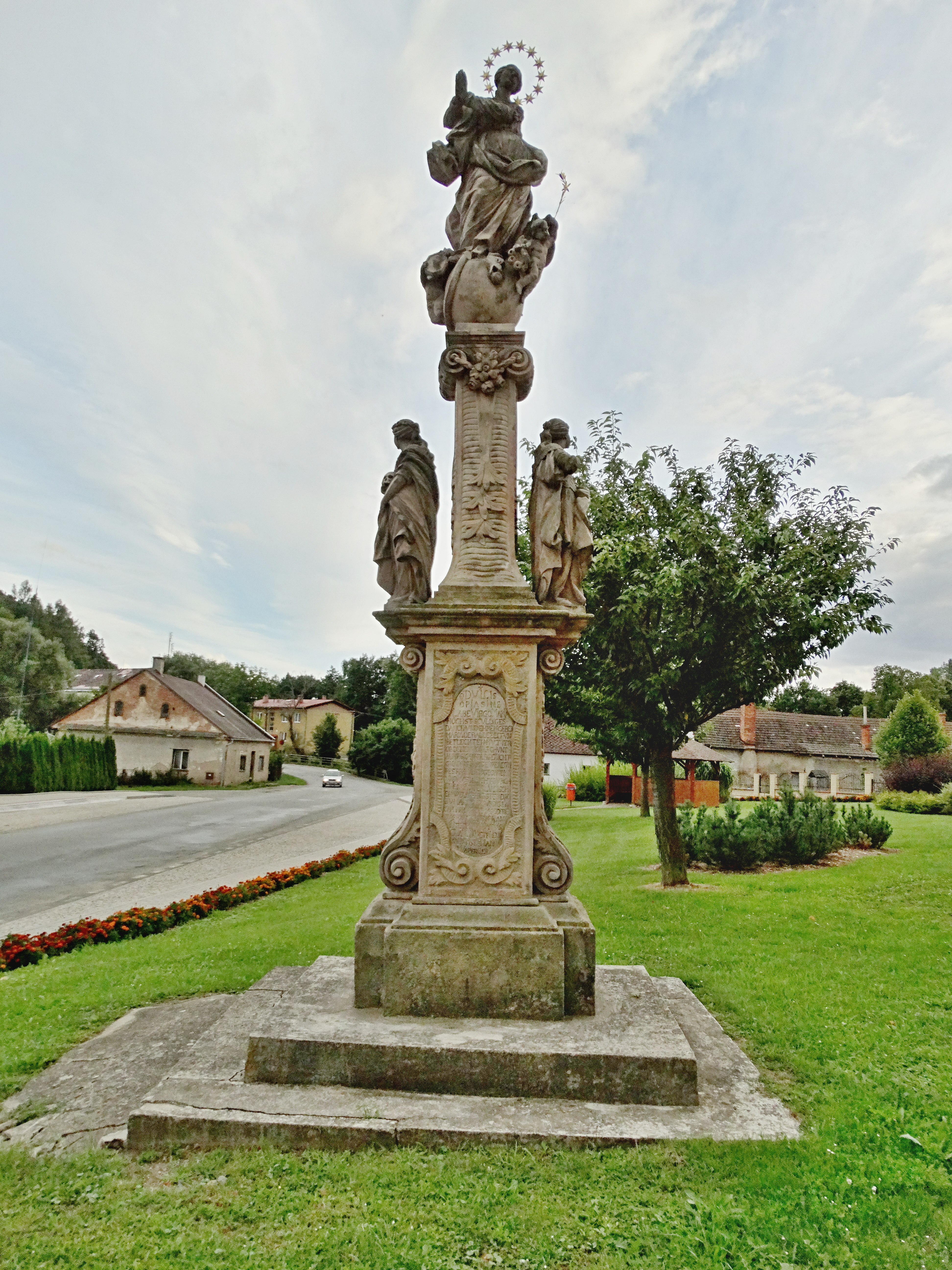
Morový sloup Panny Marie Immaculaty

- Socha Panny Marie Immaculaty
- Socha svatého Jana Nepomuckého
- Socha svatého Rocha
- Sousoší Nejsvětější Trojice
- Morový sloup Panny Marie ImmaculatyMorový sloup Panny Marie Immaculaty
- Rychta
- Rychnov na Moravě faraFara

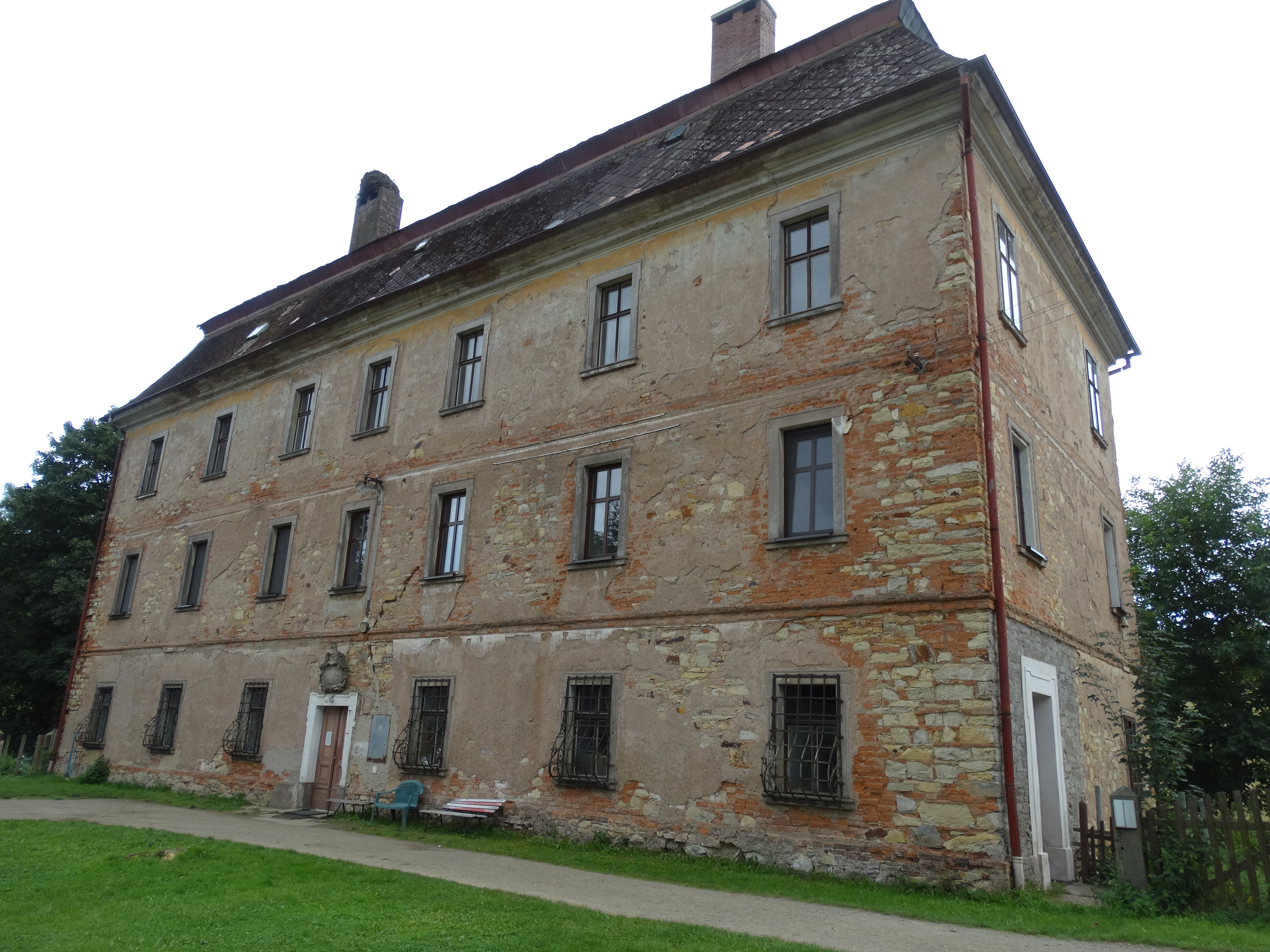
Rychnov na Moravě fara

Východně od vsi se tyčí Rychnovský vrch (541 m) pokrytý rozsáhlým lesním komplexem, chráněným jako stejnojmenná přírodní památka Rychnovský vrch o rozloze více než 341 ha. Vrch je opředen pověstmi o tajemném dunění, které již od 19. století poutalo zájem řady badatelů (mj. německý mineralog Glockner, vídeňští geologové Tschermak a Tietze, nověji Hynek Skořepa). Na vrcholku se vyskytují občasná dešťová jezírka. Na severním úpatí Rychnovského vrchu se nachází Mariánská studánka, poutní místo.